# Hidrolasa glicosídica

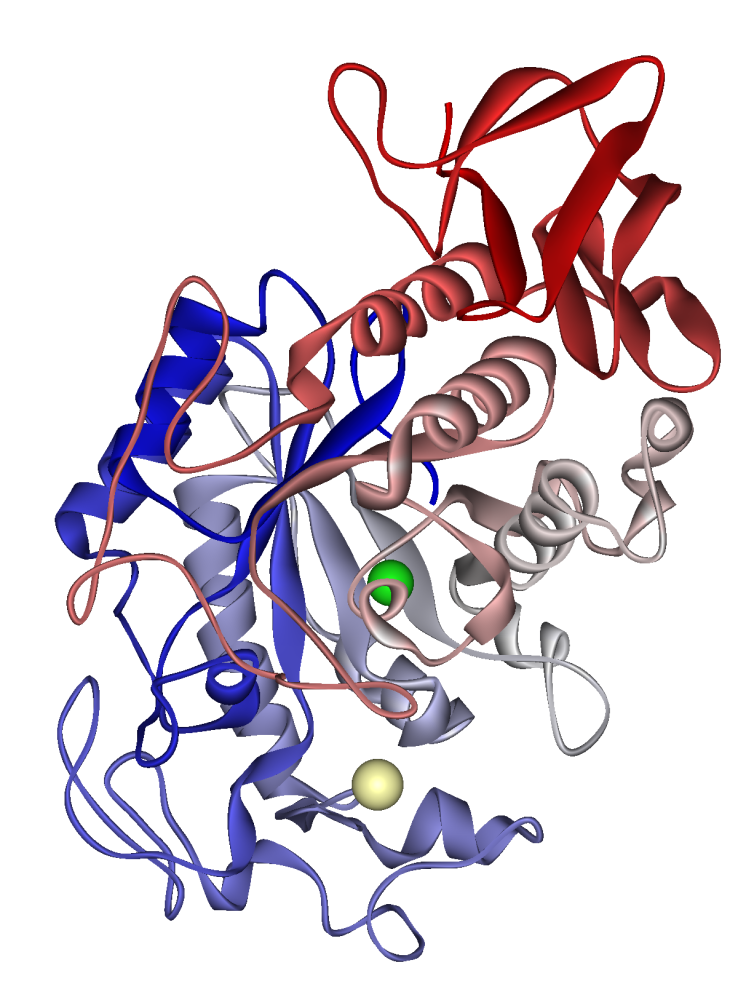
Una alfa-amilasa panceràtica 1HNY, una hidrolasa glícosídica

La hidrolasa glicosídica (també anomenada glicosidasa) és un enzim que catalitza la hidròlisi de l'enllaç glicosídic per generar dos sucres senzills. És un enzim extremadament comú amb un paper important en la natura, com ara la degradació de la biomassa com la cel·lulosa i l'hemicel·lulosa, en estratègies de defensa anti-bacteriana (per exemple, lisozims), en mecanismes de patogènesi (per exemple, neuraminidases virals) i en el funcionament normal cel·lular (per exemple, manosidades implicades en la biosíntesi de les N-glicoproteïnes). Juntament amb les glicosiltranferases, les glicosidases formen la maquinària catalítica més gran per la síntesi i el trencament dels enllaços glicosídics.

## Existència i importància
Les hidrolases glicosídiques es troben en tots els dominis de la vida.
Als bacteris i procariotes, es troben en ambdós casos com a enzims intracel·lulars i extracel·lulars mplicats en l'adquisició de nutrients. Una de les importants aparicions de la hidrolasa glicosídica als bacteris és l'enzim ß-galactosidasa (LacZ), el qual participa en la regulació de l'expressió de l'Operóaci Lac a l'E.coli.
En els organismes superiors, les hidrolases glicosídiques es troben dins el reticle endoplasmàtic i a l'aparell de Golgi, on participen en el processament de les N-glicoproteïnes; i al lisosoma com a enzims que intervenen en la degradació d'estructures de carbohidrats. La deficiència d'hidrolases glicosídiques específiques en els lisosomes pot comportar una gamma de trastorns en l'emmagatzematge lisosomal, que pot acabar en problemes de desenvolupament o la mort. Les hidrolases glicosídiques es troben al tracte intestinal i a la saliva on degraden complexes de carbohidrats com la lactosa, el midó, la sacarosa i la trehalosa (sucre doble que es troba en fongs i al llevat). A l'intestí, es troben com a enzims glicosilfosfatidil ancorats a les cèl·lules endotelials. L'enzim lactasa és necessari per a la degradació de la lactosa de la llet i és present de manera elevada en els infants, però en la majoria de poblacions disminuirà després del deslletament o durant la infància, i pot comportar una intolerància a la lactosa en l'etapa adulta. L'enzim O-GlgNAcase participa en el moviment de grups N-acetilglucosamina dels residus de la serina i treonina al citoplasma i nucli de la cèl·lula. Les hidrolases glicosídiques participen en la biosíntesi i degradació del glicogen en el cos.

## Classificació
Les hidrolases glicosídiques estan classificades dins EC 3.2.1 com a enzims que catalitzen la hidròlisi de O-glucòsids o S-glucòsids. Les hidrolases glicosídiques també poden ser classificades segons el resultat de l'estereoquímica de la reacció d'hidròlisi: així poden ser classificades com a enzims de translocació o de retenció. Les hidrolases glicosídiques també poden ser classificades segons l'activitat interior o exterior, depenent de si actuen al final o al mig, respectivament d'una cadena oligosacàrida o polisacàrida. Les hidrolases glicosídiques poden ser també classificades per la seqüència o mètodes basats en l'estructura.

### Classificació basades en la seqüència
Les classificacions basades en la seqüència són d'entre tots, el mètode predictiu més poderós per suggerir funcions pels enzims més recentment seqüenciats, dels quals la funció bioquímica no ha estat demostrada. Un sistema de classificació per les glicosilhidrolases, basat en la semblança de seqüències, ha portat a una definició de més de cent famílies diferents. Aquesta classificació està disponible a la pàgina web de CAZy (Carbohidrat-Actiu EnZims). La base de dades ofereix regularment una sèrie de classificacions actualitzades basades en la seqüència que permeten fer prediccions fiables del mecanisme (retenir/translocar), i conèixer els llocs actius dels residus i possibles substrats. La base de dades en línia està recolzada per CAZypedia, una enciclopèdia en línia d'enzims actius dels carbohidrats. Basades en semblances en l'estructura tridimensional, les famílies basades en la seqüència han estat classificades en grups d'estructures relacionades. Un progrés recent en l'anàlisi de la seqüència de la glicosidasa i en la comparació de l'estructura tridimensional ha fet possible una extensa classificació jeràrquica de les hidrolases glicosídiques.

## Mecanismes

### Hidrolasa glicosídica de translocació
Els enzims de translocació utilitzen dos residus enzimàtics, normalment residus carboxílics, que actuen com a àcid i base respectivament, com es mostra a baix per una ß-galactosidasa.

### Hidrolasa glicosídica de retenció
Les hidrolases de retenció operen a través d'un mecanisme de dos passos, on cada pas resulta en una inversió, per a una retenció neta de l'estereoquímica. De nou, dos residus hi participen, normalment enzims carboxílics de càrrega. Un actua com un nucleòfil i l'altre com un àcid/base. Al primer pas, el nucleòfil actua sobre el centre anomèric, donant lloc a la formació d'un enzim glicosil intermediari, amb l'ajut àcid que prové de l'àcid carboxílic. Al segon pas, l'actual àcid carboxílic desprotonat actua com una base i ajuda a l'aigua nucleofílica a hidrolitzar l'enzim glicosil intermediari, donant el producte hidrolitzat. El mecanisme està il·lustrat a baix:
Un mecanisme alternatiu per la hidròlisi amb retenció d'estereoquímica pot donar-se a partir d'un residu nucleofílic que està lligat a un substrat, en lloc de ser unit a l'enzim. Aquests mecanismes són comuns per certs N-acetilhexoaminidases, els quals tenen un grup acetoamida capaç de fer participar en els grups veïns a formar un “oxazoline” intermediari o un ió “oxazolinium”. Una altra vegada, aquest mecanisme procedeix de dos passos a través d'inversions individuals per dur a terme una retenció neta de la configuració.

## Nomenclatura i exemples
Les hidrolases glicosídiques són típicament anomenades després del substrat sobre el que actuen. Així les glicosidases catalitzen la hidròlisi de glucòsids, i les xilanases catalitzen la divisió de la xilosa composta per l'homopolímer xilà. Altres exemples inclouen la lactasa, l'amilasa, la xitinasa, la sacarasa, la maltasa, la neuramidasa, la invertasa, la hialuronidasa i el lisozim.

## Usos
Les hidrolases glicosídiques tenen una varietat d'usos com la degradació de materials de plantes (com per exemple, les cel·lulases per degradar cel·lulosa en glucosa, que s'utilitzen en la producció d'etanol), en la indústria alimentària, en la indústria del paper i pasta de paper (xilanases per extreure hemicel·luloses de la pasta de paper). Les cel·lulases són afegides a detergents per a la rentada de materials de cotó i ajuden al manteniment dels colors a través de l'extracció de microfibres que són elevades a la capa exterior dels fils quan es porten posats.
A la química orgànica, les hidrolases glicosídiques poden ser utilitzades com a catalitzadors sintètics per formar enllaços glicosídics, ja sigui a través d'hidròlisi inversa (enfocament cinètic) on la posició d'equilibri és reversible; o per transglicosilació (enfocament cinètic) on per retenció d'hidrolases glicosídiques es pot catalitzar la transferència de la meitat d'un glicòsid a partir d'una glicosidasa activada a un alcohol acceptor per permetre una nova glicosidasa.
Les hidrolases glicosídiques mutants (qualificades de glicosintases) s'ha vist que poden aconseguir la síntesi de glicosidases a un alt rendiment a partir de donadors d'un glicòsid activat com els fluorurs glicòsids.
Les glicosintases estan típicament formades a partir de la retenció d'hidrolases glicosídiques per la mutagènesi localitzada del nucleòfil enzimàtic a algun altre grup nucleòfil menys, com l'alanina o la glicina. Un altre grup mutant de les hidrolases glicosidíques anomenades tioglicoligases poden estar formades per mutagènesi localitzada del residu àcid-base d'una retenció de la hidrolasa glicosídica. Les tioglicoligases catalitzen la condensació de les glicosidases activades i diversos tiols que contenen acceptors.

## Inhibidors
Es coneixen molts components que poden actuar per inhibir l'acció d'una hidrolasa glicosídica. Les que contenen nitrogen, sucres amb conformacions heterocícliques que han estat trobades a la natura, inclouen desoxynojirimicina, swainsonine, australina i castanospermina. D'aquests models alguns altres inhibidors han estat desenvolupats, incloent-hi isofagomina i desoxygalactonojirimicina, i diversos components insaturats com PUGNAc. Els inhibidors que estan en ús clínic inclouen drogues antidiabètiques com l'acarbosa i el miglitol, i les drogues antivirals oseltamivir i zanamivir. S'han trobat algunes proteïnes que poden actuar com a inhibidors de la hidrolasa glicosídica.